# 11934 Lundgren
11934 Lundgren è un asteroide della fascia principale. Scoperto nel 1993, presenta un'orbita caratterizzata da un semiasse maggiore pari a 2,5455303 UA e da un'eccentricità di 0,1347547, inclinata di 2,16121° rispetto all'eclittica.
Nel febbraio 2025 è stato scoperto che si tratta di un asteroide binario con un periodo orbitale di 18,612 ore .